# Edmundsella
Edmundsella  Korshunova, Martynov, Bakken, Evertsen, Fletcher, Mudianta, Saito, Lundin, Schrödl & Picton, 2017 è un genere di molluschi nudibranchi della famiglia Flabellinidae.

## Tassonomia
Comprende le seguenti specie:
- Edmundsella albomaculata (Pola, Carmona, Calado & Cervera, 2014)
- Edmundsella pedata (Montagu, 1816)
- Edmundsella vansyoci (Gosliner, 1994)